# Marianne Baillie
Marianne Baillie (1788 – Londra, 1831) è stata una scrittrice, poetessa e viaggiatrice britannica.
Scrisse quattro libri, dei quali due raccolte di poesie e due resoconti dei suoi viaggi.

## Biografia
Figlia dell'attore inglese George Wathen (1762-1849) e di Marianne Norford, visse in Inghilterra e in Portogallo.

## Opere
- First impressions on a tour upon the continent in the summer of 1818, through parts of France, Italy, Switzerland, the borders of Germany, and a part of French Flanders, John Murray, 1819.